# Étoile sportive Prissé-Mâcon
Actualités
L’Étoile Sportive Prissé-Mâcon est un club de basket-ball fondé en 1949 et basé à Prissé (Saône-et-Loire). Il évolue en Nationale Masculine 2 (4e division) depuis 2009.

## Historique
Le club est créé en 1949 à Prissé et prend le nom d'Étoile Sportive Prissé. Il obtient dans les années 1960 ses premiers titres régionaux chez les jeunes. La construction de la Salle des Sports par les bénévoles en 1969 permet l'accélération de l'obtention de bons résultats sportifs jusqu'en 1990 où, pour la première fois de son histoire, l'équipe senior masculine accède à la Nationale 4 (5e division).
Le club connait ensuite une ascension fulgurante, passant de la Nationale 4 à la Nationale 3 en une année (1991) puis la Nationale 2 (3e division) en 1993 après une victoire à domicile 103 à 99 contre Villefranche-sur-Saône. L'équipe termine alors la saison à la première place avec un bilan de 18 victoires pour 4 défaites.
La saison 1993-1994 marque l'apparition de l'équipe en troisième division, Prissé se retrouve dans la même poule que l'Élan sportif chalonnais. Le premier derby à domicile est disputé dans une salle remplie à ras bord (1 500 personnes) où les chalonnais s'imposent de justesse 77 à 73. L'ESP termine la saison à une encourageante 4e place. Lors des 6 saisons suivantes, Prissé se classe constamment en bonne position dans le championnat parmi les 5 premiers, l'équipe évolue alors devant une salle toujours pleine. En 1998, la Nationale 2 est renommée Nationale 1, l'ESP y propose toujours de bons résultats et manque même la montée en Pro B de peu (2e place) en 1999-2000. L'équipe termine la saison suivante à la 7e place.
En 2001-2002, le club gagne le soutien de la Ville de Mâcon et est rebaptisé Étoile Sportive Prissé-Mâcon. Lors de cette saison, Prissé-Mâcon redescend en Nationale 2. Le club manque la montée en Nationale 1 lors des barrages d'accession de NM2 en 2005, 2006 et 2007 mais l'ESPM y parvient enfin en 2008 face à l'EOSL Angers. La saison 2008-2009 en NM1 ne se passe pas bien pour le club qui termine 16e sur 18 avec 9 victoires et 25 défaites, il redescend directement en NM2 malgré un assez bon début de saison (5 victoires et 5 défaites après 10 journées).
Depuis 2009, Prissé-Mâcon évolue en Nationale 2 mais l'épopée de la saison 2014-2015 manque de faire remonter le club. En effet, l'ESPM finit 2e de sa poule mais est éliminé en quart de finale des play-offs par Berck. Le 6 mai 2015, le club annonce le lancement de sa nouvelle identité visuelle et de son nouveau site web.
Jusqu'en 2020, l'équipe stagne en milieu de championnat avec un pourcentage de victoires d'un peu moins de 50%. L'équipe passe même proche de la relégation en 2016-2017 puisqu'elle parvient à se maintenir à l'issue de la dernière journée lors d'un derby face à Quincié-en-Beaujolais (Beaujolais Basket), gagné 87 à 86 après prolongation. Lors de la saison 2021-2022, l'ESPM termine à la 3e place et manque les play-offs d'une victoire. À la fin de la saison suivante, Prissé-Mâcon termine relégable (12e/14) mais bénéficie d'un repêchage à la mi-juin.
Aujourd'hui, avec le soutien de la ville de Mâcon et de la ville de Prissé, le club compte environ 300 licenciés.

## Bilan saison par saison

### 1988 à 2012
| Saison      | Division                           | Classement      | Victoires-Défaites |
| ----------- | ---------------------------------- | --------------- | ------------------ |
| 1988 - 1989 | 7 Promotion d'Excellence Régionale | 1er             | 18 - 2             |
| 1989 - 1990 | 6 Excellence Régionale             | 1er             | 19 - 3             |
| 1990 - 1991 | 5 Nationale 4                      | 1er de sa poule | 17 - 7             |
| 1991 - 1992 | 4 Nationale 3                      | 4e de sa poule  |                    |
| 1992 - 1993 | 4 Nationale 3                      | 1er de sa poule | 18 - 4             |
| 1993 - 1994 | 3 Nationale 2                      | 4e de sa poule  | 19 - 11            |
| 1994 - 1995 | 3 Nationale 2                      | 4e de sa poule  | 18 - 12            |
| 1995 - 1996 | 3 Nationale 2                      | 5e de sa poule  |                    |
| 1996 - 1997 | 3 Nationale 2                      | 3e de sa poule  | 19 - 11            |
| 1997 - 1998 | 3 Nationale 2                      | 3e de sa poule  | 20 - 10            |
| 1998 - 1999 | 3 Nationale 1                      | 4e              | 18 - 12            |
| 1999 - 2000 | 3 Nationale 1                      | 2e              | 20 - 10            |
| 2000 - 2001 | 3 Nationale 1                      | 7e              |                    |
| 2001 - 2002 | 3 Nationale 1                      | 14e             | 12 - 18            |
| 2002 - 2003 | 4 Nationale 2                      |                 |                    |
| 2003 - 2004 | 4 Nationale 2                      |                 |                    |
| 2004 - 2005 | 4 Nationale 2                      |                 |                    |
| 2005 - 2006 | 4 Nationale 2                      |                 |                    |
| 2006 - 2007 | 4 Nationale 2                      | 1er de sa poule |                    |
| 2007 - 2008 | 4 Nationale 2                      | 2e de sa poule  | 18 - 8             |
| 2008 - 2009 | 3 Nationale 1                      | 16e             | 9 - 25             |
| 2009 - 2010 | 4 Nationale 2                      |                 |                    |
| 2010 - 2011 | 4 Nationale 2                      |                 |                    |
| 2011 - 2012 | 4 Nationale 2                      |                 |                    |

Légende : 3,4,5,6,7 : échelons de la compétition

### Depuis 2012
| Saison    | Championnat national | Championnat national | Championnat national | Championnat national | Championnat national | Coupe de France | Autres compétitions nationales  | Autres compétitions nationales | Entraîneur                              |
| Saison    | Div.                 | Class.               | %Vic                 | V - D                | Phase finale         | Coupe de France | Compétition                     | Résultats                      | Entraîneur                              |
| --------- | -------------------- | -------------------- | -------------------- | -------------------- | -------------------- | --------------- | ------------------------------- | ------------------------------ | --------------------------------------- |
| 2012-2013 | 4 NM2                | 6e/14 - Poule A      | 50 %                 | 11 - 11              | Non qualifié         | Non qualifié    | -                               | -                              | David Thévenon                          |
| 2013-2014 | 4 NM2                | 11e/14 - Poule D     | 35 %                 | 9 - 17               | Non qualifié         | Non qualifié    | -                               | -                              | David Thévenon                          |
| 2014-2015 | 4 NM2                | 2e/14 - Poule A      | 67 %                 | 16 - 8               | Quarts de finales    | Non qualifié    | Trophée Coupe de France Amateur | Quarts de finales              | David Thévenon                          |
| 2015-2016 | 4 NM2                | 8e/14 - Poule A      | 46 %                 | 12 - 14              | Non qualifié         | Non qualifié    | -                               | -                              | David Thévenon / Alexis Sangouard       |
| 2016-2017 | 4 NM2                | 9e/14 - Poule D      | 46 %                 | 12 - 14              | Non qualifié         | Non qualifié    | -                               | -                              | Denis Lacroix                           |
| 2017-2018 | 4 NM2                | 7e/14 - Poule A      | 46 %                 | 12 - 14              | Non qualifié         | Non qualifié    | Trophée Coupe de France Amateur | Quarts de finales              | Denis Lacroix                           |
| 2018-2019 | 4 NM2                | 7e/14 - Poule A      | 46 %                 | 12 - 14              | Non qualifié         | Non qualifié    | Trophée Coupe de France Amateur | 16e de finale                  | Denis Lacroix                           |
| 2019-2020 | 4 NM2                | 10e/14 - Poule D     | 42 %                 | 8 - 11               | Annulée              | Non qualifié    | Trophée Coupe de France Amateur | 32e de finale                  | Frédéric Brouillaud                     |
| 2020-2021 | 4 NM2                | 5e/14 - Poule D      | 80 %                 | 4 - 1                | Annulée              | Non qualifié    | -                               | -                              | Frédéric Brouillaud                     |
| 2021-2022 | 4 NM2                | 3e/14 - Poule D      | 62 %                 | 16 - 10              | Non qualifié         | Non qualifié    | Trophée Coupe de France Amateur | 8e de finale                   | Frédéric Brouillaud                     |
| 2022-2023 | 4 NM2                | 12e/14 - Poule A     | 31 %                 | 8 - 18               | Non qualifié         | Non qualifié    | -                               | -                              | Frédéric Brouillaud / Clément Sangouard |
| 2023-2024 | 4 NM2                | 10e/14 - Poule A     | 46 %                 | 12 - 14              | Non qualifié         | Non qualifié    | -                               | -                              | Clément Sangouard                       |
| 2024-2025 | 4 NM2                | Poule A              | Saison en cours      | Saison en cours      | Saison en cours      | Saison en cours | Saison en cours                 | Saison en cours                | Clément Sangouard                       |

Légende : 3,4,5 : échelons de la compétition

## Palmarès
- Cadets nationaux : demi-finaliste de la coupe de France en 1996

## Personnages emblématiques

### Joueurs célèbres ou marquants
- Christophe Bourse
- Bertrand Duperron
- Bertrand Hergott
- Patrick Met
- Didier Morel
- Gilles Véchambre
- Frederic Macquet
- Jean de Dieu Mageot
- Benjamin Jobert
- Fabien Albisua
- Julien Doreau
- James Voskuil
- Marc Davidson
- Aaron Mitchell
- Eric Joldersma
- JD Jackson
- Guy Kodjo-Sitchi
- Serge Ibaka (en cadets)
- David Thévenon
- Cédric Ferchaud

### Entraîneurs
- Mars 2023- :  Clément Sangouard
- 2019-Mars 2023 :  Frédéric Brouillaud
- 2016-2019 :  Denis Lacroix
- Avril 2016-mai 2016 :  Alexis Sangouard (intérim)
- 2012-avril 2016 :  David Thévenon
- 2008-2012 :  Jeff Evert
- 2003-2008 :  Franck Macaire
- 2000-2003 :  Pierre Desroches
- 1999-2000 :  Christophe Bourse
- 1995-1999 :  Pierre Desroches
- ????-1995 :  Jean Malassigné
- ????-???? :  Guy Combier

### Présidents
- 2023 - :  Pascal Cortambert
- 2018 - 2023 :  Jean-Philippe Lachaize
- 2014 - 2018 :  Fabien Thomas
- ???? - 2014 :  Hervé Raoult
- ???? - 2006 :  Bernard Met

## Les couleurs et les supporters
- Les couleurs : à domicile : Tango -  à l'extérieur : Noir/Tango
- Les supporters : Club des supporters Les Tangos